# Улица Максима Горького (Бобруйск)
Улица Максима Горького (бел. Вуліца Максіма Горкага) — центральная улица Бобруйска.

## История
Дореволюционная Казенная улица была намного длиннее сегодняшней улицы Максима Горького. На углу Муравьевской и Казначейской находилась двухклассная женская школа с третьим ремесленным классом. В 1920-х и 1930-х годах улицу переименовали в честь советского писателя Максима Горького. В годы фашистской оккупации улица была переименована в Таварскую.
Современный облик улицы Горького и площади Ленина начал формироваться на рубеже 1960-х годов, когда началась современная застройка города. По генплану 1978 года композиционной осью города стала река Березина, а главной улицей — улица Горького. Генеральный план предусматривал реконструкцию центральной части Бобруйска — замену усадебных построек многоэтажными.

## Строения
- № 3, 5, 7, 7А — комплекс жилых и культурно-бытовых зданий (архитектор П. Беляев, П. Устинов, В. Ачайкин).